# Ратко Чолич
Ратко Чолич (сербохорв. Ratko Čolić; нар. 17 березня 1917, Уб — 30 жовтня 1999, Белград) — югославський футболіст, що грав на позиції захисника.
Виступав за «Партизан», а також національну збірну Югославії, у складі якої був учасником чемпіонату світу 1950 року.
Дворазовий чемпіон Югославії. Триразовий володар Кубка Югославії.

## Клубна кар'єра
Починав грати у футбол у довоєнний час. Після завершення Другої світової війни став гравцем щойно створеної белградської команди «Партизан», кольори якої і захищав протягом усієї подальшої кар'єри гравця, що тривала до 1956 року. За цей час двічі виборював титул чемпіона Югославії.
Помер 30 жовтня 1999 року на 83-му році життя у Белграді.

## Виступи за збірну
1949 року дебютував в офіційних матчах у складі національної збірної Югославії. Протягом кар'єри у національній команді, яка тривала 3 роки, провів у формі головної команди країни 14 матчів.
У складі збірної був учасником чемпіонату світу 1950 року у Бразилії, де, щоправда, на поле не виходив, а також футбольного турніру на Олімпійських іграх 1952 року у Гельсінкі, де разом з командою здобув «срібло».

## Титули і досягнення
- Чемпіон Югославії (2):

«Партизан»: 1946–1947, 1948–1949
- Володар Кубка Югославії (3):

«Партизан»: 1946–1947, 1952, 1953—1954
- Срібний олімпійський призер: 1952